# Nesoryzomys fernandinae
Nesoryzomys fernandinae là một loài động vật có vú trong họ Cricetidae, bộ Gặm nhấm. Loài này được Hutterer & Hirsch mô tả năm 1979.